# 이정은 (가수)
이정은(2002년 4월 29일 ~ )은 대한민국의 가수다.

## 방송
- 소울스타 (2021) - Top19

## 음반
- 가을 발걸음 (2022)

## 공연
- 호원대x동덕여대 “야 호동아” 연합대관공연
- 서경대x동덕여대 “동화” 연합대관공연
- 동덕여대 22회 “세화” 실용음악과 정기공연